# برنارد كون (سياسي)
برنارد كون هو سياسي أمريكي، ولد في 7 نوفمبر 1835 في بروسيا، وتوفي في 1 نوفمبر 1889 في لوس أنجلوس في الولايات المتحدة. نشط حزبياً في الحزب الديمقراطي. وقد انتخب عمدة لوس أنجلوس ‏.